# Josep Font (diseñador)
Josep Font (Santa Perpetua de Moguda, Barcelona, 1964) es un diseñador, modista y director creativo español. 

## Biografía
Comenzó su carrera en la década de los ochenta con su propia marca con la que desfiló tres veces a la Semana de la Moda de Alta Costura. El año 2010 se produjo la ruptura entre el modisto y su socia, que hizo que Font dejara la firma y que perdiera la oportunidad de desfilar con su propio nombre.
En 2012 comenzó a trabajar como director creativo de la firma de moda Del Pozo.
El año 2014 ganó el Premio Nacional de Diseño de Moda, otorgado por el Ministerio de Educación, Cultura y Deporte de España. Lo donó íntegramente a la Asociación Española Contra el Cáncer.
2018 (24 de septiembre) Deja la dirección creativa de Delpozo.